# Вайсман, Грег
Грег Вайсман (англ. Greg Weisman; род. 28 сентября 1963, Лос-Анджелес) — американский новеллист, сценарист, продюсер, актёр озвучивания. Наиболее известен как создатель мультсериалов «Гаргульи», «Новые приключения Человека-паука» и «Юная Лига Справедливости».

## Ранние годы и карьера
Вайсман получил степень бакалавра в Стэнфордском университете и степень магистра в университете Южной Калифорнии. Работал в DC Comics, а также был соавтором капитана Атома, совместно с художницей Кэри Бейтсом. В двадцатидвухлетнем возрасте написал мини-серию комиксов с Чёрной Канарейкой; первый выпуск серии был написан, но проект был отложен из-за того, что персонаж был использован в комиксах «Зелёная стрела: Охотники с луками». Элементы проекта позже использованы для короткометражного мультфильма «Витрина DC: Зелёная Стрела».

### Комиксы

#### DC Comics
| Год       | Название                                               | Примечание |
| --------- | ------------------------------------------------------ | ---------- |
| 1986      | All-Star Squadron                                      | редактор   |
| 1986—1987 | Who’s Who: The Definitive Directory of the DC Universe | сценарист  |
| 1987–1988 | Secret Origins                                         | редактор   |
| 1988      | Young All-Stars                                        | редактор   |
| 2011–2013 | Young Justice                                          | сценарист  |

#### Marvel Comics
| Год       | Название                   | Примечание |
| --------- | -------------------------- | ---------- |
| 2008–2009 | The Spectacular Spider-Man | сценарист  |
| 2015–2016 | Star Wars: Kanan           | сценарист  |

#### SLG Comics
| Год       | Название            | Примечание |
| --------- | ------------------- | ---------- |
| 2006–2009 | Gargoyles           | сценарист  |
| 2007–2009 | Gargoyles: Bad Guys | сценарист  |

### Новеллы
| Год  | Название                                      | Издатель               | Прим.       |
| ---- | --------------------------------------------- | ---------------------- | ----------- |
| 2013 | Rain of the Ghosts                            | St. Martin’s Press     |             |
| 2014 | Spirits of Ash and Foam                       | St. Martin’s Press     |             |
| 2016 | World of Warcraft: Traveler                   | Scholastic Corporation |             |
| 2018 | World of Warcraft: Traveler – The Spiral Path | Scholastic Corporation |             |
| 2019 | War of the Spark: Ravnica                     | Del Rey Books          | [ 5 ]       |
| 2019 | War of the Spark: Forsaken                    | Del Ray Books          | [ 6 ] [ 7 ] |

## Фильмография

### Разработчик, сценарист, продюсер
| Год          |    | Русское название                              | Оригинальное название                    | Примечание                       |
| ------------ | -- | --------------------------------------------- | ---------------------------------------- | -------------------------------- |
| 1988         | мс | Джем                                          | Jem                                      | сценарист                        |
| 1994—1997    | мс | Гаргульи                                      | Gargoyles                                | создатель, сценарист, продюсер   |
| 1998—1999    | мс | Люди в чёрном                                 | Men in Black: The Series                 | сценарист                        |
| 1999         | мс | Геркулес                                      | Hercules                                 | сценарист                        |
| 1999—2000    | мс | Звёздный десант                               | Roughnecks: Starship Troopers Chronicles | сценарист                        |
| 1999         | мс | Большой Парень и Расти, мальчик-робот         | Big Guy and Rusty the Boy Robot          | сценарист                        |
| 2000         | мс | Макс Стил                                     | Max Steel                                | продюсер, сценарист              |
| 2000         | мс | Приключения Базза Лайтера из звездной команды | Buzz LightГод of Star Command            | сценарист                        |
| 2003         | мф | Атлантида: Возвращение Майло                  | Atlantis: Milo’s Return                  | режиссёр дубляжа                 |
| 2003         | мф | Бионикл: Маска света                          | Bionicle: Mask of Light                  | сценарист                        |
| 2010         | мф | Витрина DC: Зелёная Стрела                    | DC Showcase: Green Arrow                 | сценарист                        |
| 2003         | мс | Мумия                                         | The Mummy                                | сценарист                        |
| 2003—2007    | мс | Ким Пять-с-плюсом                             | Kim Possible                             | сценарист                        |
| 2004—2005    | мс | Непобедимая команда суперобезьянок            | Super Robot Monkey Team Hyperforce Go!   | сценарист                        |
| 2004—2007    | мс | Бэтмен                                        | The Batman                               | сценарист                        |
| 2006         | мс | Чародейки                                     | W.I.T.C.H.                               | продюсер, сценарист              |
| 2006—2007    | мс | Бен-10                                        | Ben 10                                   | сценарист                        |
| 2007         | мс | Легион супергероев (мультсериал)              | Legion of Super Heroes                   | сценарист                        |
| 2008—2009    | мс | Новые приключения Человека-паука              | The Spectacular Spider-Man               | разработчик, сценарист, продюсер |
| 2009—2011    | мс | Бэтмен: Отважный и смелый                     | Batman: The Brave and the Bold           | сценарист                        |
| 2010 — н. в. | мс | Юная Лига Справедливости                      | Young Justice                            | разработчик, сценарист, продюсер |
| 2013         | мс | —                                             | Kaijudo: Rise of the Duel Masters        | сценарист                        |
| 2013         | мс | Трансформеры: Прайм                           | Transformers: Prime                      | сценарист                        |
| 2014—2015    | мс | Трансформеры: Боты-спасатели                  | Transformers: Rescue Bots                | сценарист                        |
| 2014         | мс | Берегитесь: Бэтмен                            | Beware the Batman                        | сценарист                        |
| 2014—2015    | мс | Звёздные войны: Повстанцы                     | Star Wars Rebels                         | сценарист, продюсер              |
| 2015         | мс | Черепашки-ниндзя                              | Teenage Mutant Ninja Turtles             | сценарист                        |

### Актёр озвучивания
| Год          |    | Русское название                 | Оригинальное название      | Роль                         |
| ------------ | -- | -------------------------------- | -------------------------- | ---------------------------- |
| 1994—1997    | мс | Гаргульи                         | Gargoyles                  | коммандо № 1                 |
| 2009         | мс | Новые приключения Человека-паука | The Spectacular Spider-Man | Дональд Менкен               |
| 2011 — н. в. | мс | Юная Лига Справедливости         | Young Justice              | Лукас Карр / Ультра-гуманайт |
| 2008         | ки | —                                | The Last Remnant           | различные голоса             |
| 2013         | ки | —                                | Young Justice: Legacy      | турист / солдат              |